# Bo Andersson (Manager)
Bo Inge Andersson (* 16. Oktober 1955 in Falkenberg, Schweden) ist ein schwedischer Manager, der für General Motors, GAZ und AwtoWAS tätig war. Der ehemalige schwedische Offizier, Geschäftsmann und Diplomat war von Ende 2013 bis 2016 der erste nicht-russische Präsident von AVTOVAZ, dem größten russischen Autohersteller.

## Leben
Bo Andersson ist im Süden Schwedens aufgewachsen. Nach Absolvierung der schwedischen Militärakademie hat er seinen Wehrdienst geleistet. Er verließ die Armee im Dienstgrad eines Majors. Bo Andersson machte den Bachelor-Abschluss in Business Administration an der Universität Stockholm und erhielt ferner einen Studienabschluss im Senior Management Programm der Harvard University.

### General Motors
Bo Andersson begann seine Laufbahn 1987 als Manager für den Bereich Einkauf bei SAAB Automotive AB, wo er 1990 zum Vizepräsidenten von SAAB für den Bereich Einkauf ernannt wurde. 1993 zog er nach Detroit, wo er in der Position eines Executive Directors für den Einkauf elektrische Komponenten bei General Motors tätig war. Ein Jahr später wurde er zum Executive Director für Einkauf der Chemiestoffe bei General Motors bestellt und war in dieser Position drei Jahre tätig. Im Jahre 1997 ging Bo Andersson nach Deutschland, um dort in der Position des Vizepräsidenten für Einkauf in Europa tätig zu sein. 2001 stieg Bo Andersson in das Top-Management auf und verantwortete als Vizepräsident den globalen Einkauf bei General Motors (GM bis 2007) und anschließend als Vizepräsident für globalen Einkauf und Supply Chain (bis 2009).
Im Juni 2009 verließ Andersson General Motors und wurde zum Berater von Oleg Deripaska (russischer Industriemagnat), er übernahm gleichzeitig die Leitung des Direktorenrates der GAZ-Gruppe – eines der ältesten Automobilwerke Russlands und eines der größten Hersteller von Nutzfahrzeugen, Bussen und Lastkraftwagen.

### GAZ-Gruppe
Am 7. August 2009 wurde Andersson zum Präsidenten der GAZ-Gruppe bestellt. In dieser Position sollte er die Entwicklung von Strategien des Unternehmens mit laufenden operativen Geschäften vereinigen. Das Hauptziel war die Wiederherstellung der Rentabilität des Unternehmens.
Im Laufe seiner 5-jährigen Tätigkeit bei GAZ ist es Andersson gelungen, die Geschäfte aus Verlusten in Höhe von 1 Mrd. USD heraus hin zu einem konsistenten EBIT-Gewinn zu führen: 7,6 % (2010), 8,8 % (2011), 10,3 % (2012). Der reine Ertrag in russischer Währung, hat sich von 30,5 Mrd. Verlust 2008 in einen Netto-Gewinn von 8,8 Mrd. 2012 verändert.
Diese Ergebnisse sind den konsequenten Reformen von Andersson in der GAZ-Gruppe zu verdankent:
- das Unternehmen hat im Personalbereich ca. 50 000 Personen abgebaut.
- ineffektive Produktionsanlagen, einschließlich die Produktionslinien für den klassischen Pkw Gas Volga und anderer Sonderfahrzeuge, wurden abgebaut, man hat sich auf drei Hauptprodukte (an Stelle von 7 im Jahre 2009) fokussiert.
- es wurde ein Programm der Gewinnbeteiligung für alle Mitarbeiter gestartet und eine Null-Toleranz-Politik für Korruption etabliert.
- ein Großteil der Produktionspalette wurde überarbeitet, einschließlich einer neuen Plattform für Nutzfahrzeuge – erstmals seit 20 Jahren.
- die Produktion von Volkswagen/Škoda, GM und Daimler wurde auf Kapazitätsflächen von GAZ lokalisiert.

### AwtoWAS

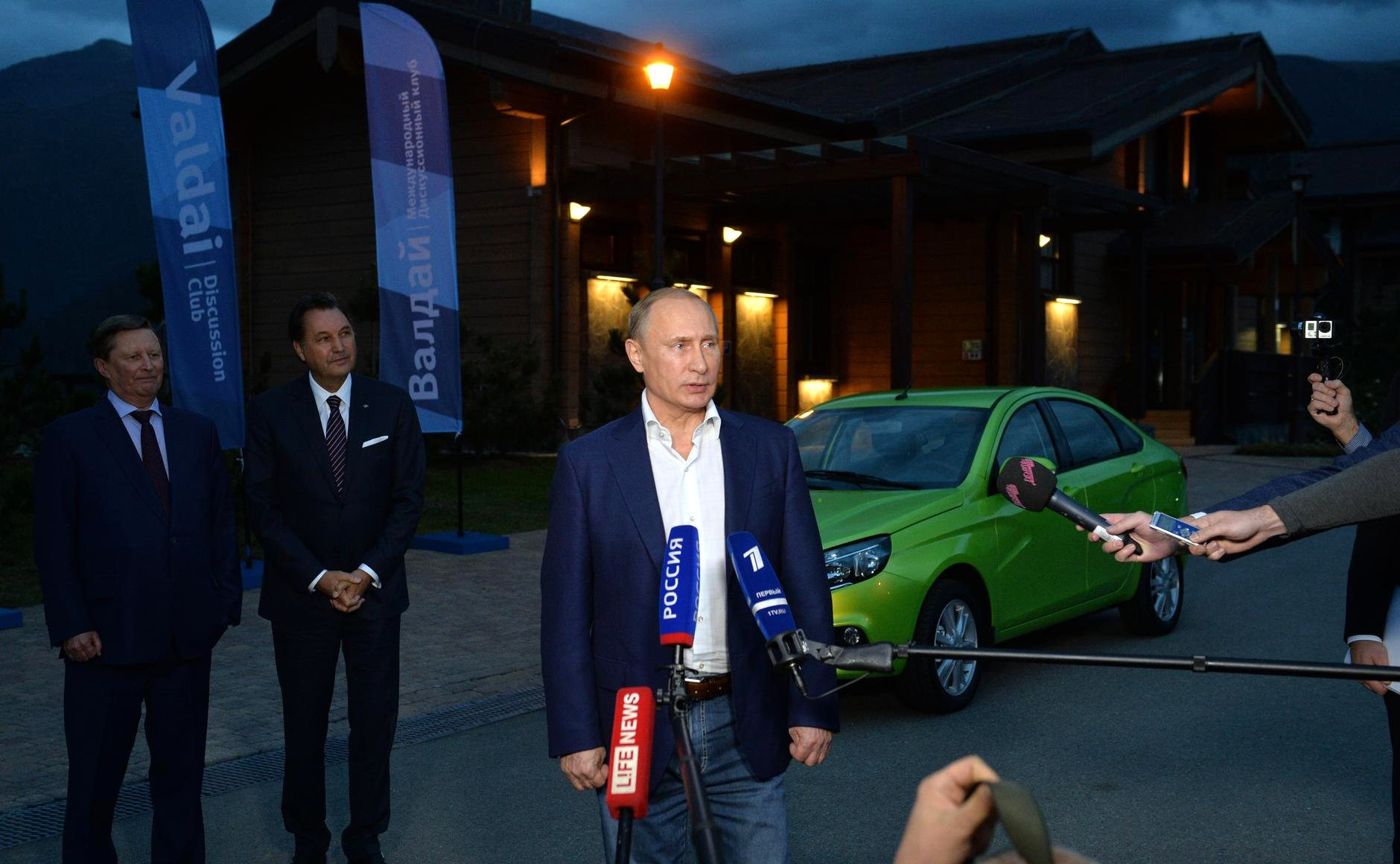
Wladimir Putin mit Bo Andersson und Sergej Iwanow nach einer Testfahrt eines Lada Vesta im Oktober 2015

Am 5. November 2013 wurde Bo Andersson zum Präsidenten von AwtoWAS bestellt – einem der größten Automobilhersteller der Welt, der veraltete PKWs unter der Handelsmarke Lada baute und große Marktanteile verloren hatte. Der schwedische Top-Manager wurde zum ersten ausländischen Präsidenten in der Geschichte des Unternehmens. Seine Aufgabe in dieser neuen Rolle war die Wiederbelebung der Marke Lada.
Zu den größten Herausforderungen für Bo Andersson als Präsident von AwtoWAS zählten die Modernisierung der Produktionspalette des Unternehmens und die Erhöhung der Anziehungskraft der Marke. In den ersten zwei Jahren seiner Geschäftstätigkeit als Präsident von AwtoWAS wurde im Unternehmen die Produktion von 14 neuen Fahrzeugen aufgenommen: sechs neue PKWs der Marke Lada und acht neue Fahrzeuge für Alliance Renault-Nissan. Genau wie bei der GAZ-Gruppe hat Bo Andersson die Geschäfte des Unternehmens restrukturiert. Dieser Prozess beinhaltete:
- Optimierung der Leitungsprozesse durch Reduzierung der Managementebenen von 9 auf 5.
- Standardisierung der Arbeitsplätze zur Effizienzsteigerung.
- Optimierung der Beschäftigtenzahl im Unternehmen durch Reduzierung um 37 % (von 77 Tsd. Mitarbeiter auf 44,4 Tsd. Mitarbeiter). Im Detail: Die Anzahl der Büromitarbeiter um 44 % (von 16 Tsd. Mitarbeiter auf 8,9 Tsd. Mitarbeiter), die Anzahl der Arbeiter in der Produktion um 35 % (von 54,1 Tsd. Mitarbeiter auf 35,4 Tsd. Mitarbeiter).
- Restrukturierung der Geschäfte, einschließlich des Verkaufs oder Abschaffung ineffektiver Tochterfirmen sowie der Restrukturierung des B2B-Zuliefersystems.
- Änderung des korporativen Unternehmensstils, einschließlich der Einführung eines neuen Marken-Logos Lada.[16]

Durch die Produktion der Alliance-Produkte auf denselben Produktionsflächen, auf denen traditionelle Lada-Fahrzeuge gebaut werden, konnte AwtoWAS seinen Kunden beweisen, dass die Qualität seiner Produkte hohen internationalen Standards entspricht.
2015 hat AwtoWAS die Produktion von zwei absolut neu entwickelten Fahrzeugtypen, Lada Vesta (in Ischewsk) und Lada X-Ray (in Toljatti), in zwei verschiedenen Produktionsstätten aufgenommen: diese zwei Wagen sind seit langer Zeit die ersten wirklich neuen Modelle. Die neuen Modelle haben großen Erfolg. Nach Angaben für Januar 2016 gehörte der Lada Vesta bereits zwei Monate nach Verkaufsstart zu den Top 10 der meistverkauften Fahrzeuge auf dem russischen Markt und rangiert vor solchen Wettbewerbern wie z. B. dem Škoda Rapid. Zum ersten Mal in der Geschichte der Marke Lada hat dieses neue Modell die bestmögliche Crashtestbewertung von Autoreview (4 Sterne ARCAP) erhalten. Der Lada Vesta ist somit dem Pool der sichersten Kraftfahrzeuge auf dem russischen Markt beigetreten.
2015 hat die russische Geschäftstageszeitung von Wedomosti Bo Andersson zur „Person des Jahres 2015“ für seine Erfolge bei der „Umwandlung eines staatlichen Gigantenwerkes in ein normales Werk, das normale Fahrzeuge baut“ nominiert. Trotzdem wurde Andersson 2016 von russischer Seite aus dem Amt gedrängt. Er gab seinen Rücktritt am 17. Februar 2016 bekannt. Bis zum 3. April blieb er einvernehmlich in seiner Rolle. Ab April 2016 war Bo Andersson CEO der Bo Group Enterprises.

## Auszeichnungen

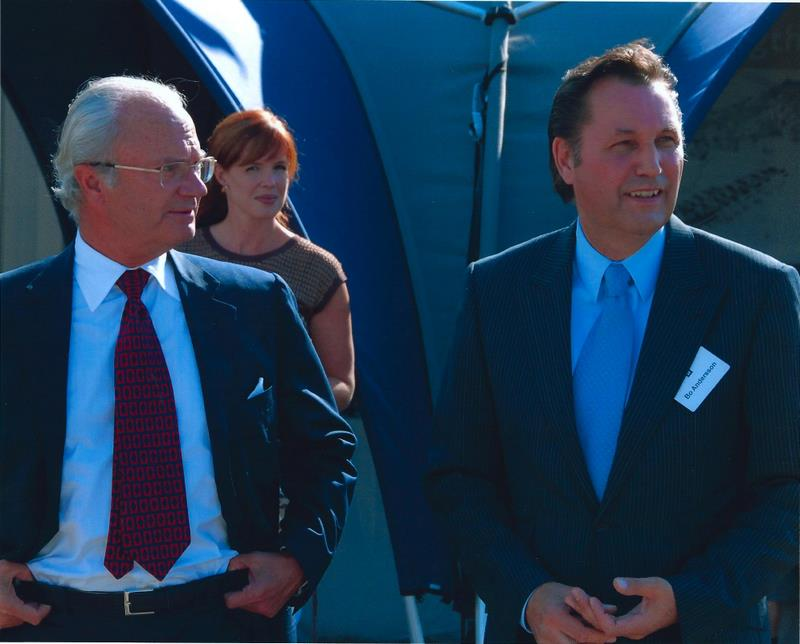
Bo Andersson mit dem König Schwedens Carl Gustaf der XVI

- Auszeichnung Top-5 Auto in der Kategorie „Autoperson des Jahres“ für seine hervorragenden Leistungen auf dem Gebiet des Automobilbaus in Russland im Jahre 2015[23]
- Nominierung zur „Person des Jahres 2015“ durch die Tageszeitung Wedomosti[24]
- Auszeichnung beim internationalen Automotive Forum Russlands 2013 „Für Beitrag in Integration des russischen Automobilbaus in die weltweite Automotive-Industrie“[25]
- 2013 Verleihung des Titels „Ehrenbürgers der Stadt Nizhnij Nowgorod“ durch Beschluss der Stadtduma Nizhnij Novgord[26]
- Erwähnung für hervorragende Verdienste in der Automotive Ehrenhalle (Detroit) im Jahre 2013[27]
- Honorarkonsul des Königreichs Schweden in Nizhnij Nowgorod 2012[28]
- Auszeichnung des Magazins Automotive Supply Chain „Für hervorragende Erfolge im Jahre 2012“[29]
- Auszeichnung „Automotive Executive of the Year“ in Russland von Adam Smith Institute im Jahre 2011[30]
- Auszeichnung „Automotove Executive of the Year Award“ in Europa in der Nominierung „Entwicklungsmärkte“ im Rahmen des alljährlichen Wettbewerbs Eurostars Awards im Jahre 2011[25]
- Auszeichnung als „Best Executive leader of 2010“ von Adam Smith Institute[31]
- Auszeichnung “Best Market Newcomer” von Adam Smith Institute im Jahre 2009[32]